# 硬脂酸钙
硬脂酸钙，分子式(C17H35COO)2Ca。

## 性质
白色无味细微粉末，在空气中有吸水性。不溶于水，微溶于热乙醇、醚。与强酸反应生成硬脂酸与相应的钙盐。低毒。

## 制备
硬脂酸与氢氧化钠溶液作用得到稀皂液，再与氯化钙混合，生成硬脂酸钙粗品，经洗涤、甩水、干燥得成品。
{\displaystyle \ C_{17}H_{35}COOH+NaOH\rightarrow C_{17}H_{35}COONa+H_{2}O}
{\displaystyle \ 2C_{17}H_{35}COONa+CaCl_{2}\rightarrow (C_{17}H_{35}COO)_{2}Ca+2NaCl}

## 用途
用作聚氯乙烯稳定剂、润滑剂。